# Barbara Noack (Politikerin)
Barbara Charlotte Noack (* 10. September 1944 in Bad Reichenhall) ist eine deutsche Politikerin. Sie war Mitglied der Bremischen Bürgerschaft (SPD).   

## Biografie
Noack war Mitglied in der SPD und in verschiedenen Funktionen aktiv. Sie war für die SPD von 1987 bis 1995 in der 12. und 13. Wahlperiode acht Jahre lang Mitglied der Bremischen Bürgerschaft und in der Bürgerschaft in verschiedenen Deputationen (u. a. Justiz) tätig.  